# جون لوسيان
جون لوسيان (بالإنجليزية: Jon Lucien)‏ هو عازف جاز ومغني أمريكي، ولد في 8 يناير 1942 في تورتولا في جزر العذراء البريطانية، وتوفي في 18 أغسطس 2007 في أورلاندو في الولايات المتحدة.

## وصلات خارجية
- جون لوسيان على موقع ميوزك برينز (الإنجليزية)
- جون لوسيان على موقع ديسكوغز (الإنجليزية)